# Acontia notabilis
Acontia notabilis is een vlinder van de familie van de uilen (Noctuidae). De wetenschappelijke naam van deze soort is voor het eerst voorgesteld als Calophasia notabilis door Francis Walker in een publicatie uit 1857.
De soort komt voor in Saudi-Arabië en India.